# Neurita
Una neurita o proceso neuronal se  refiere a cualquier proyección del soma de una neurona, ya sea una dendrita o un axón. El término se usa con frecuencia al hablar de células nerviosas inmaduras o en desarrollo, en especial en cultivo celular, fase en la que es difícil distinguir el carácter de dendrita o axón antes de que la diferenciación se haya completado.

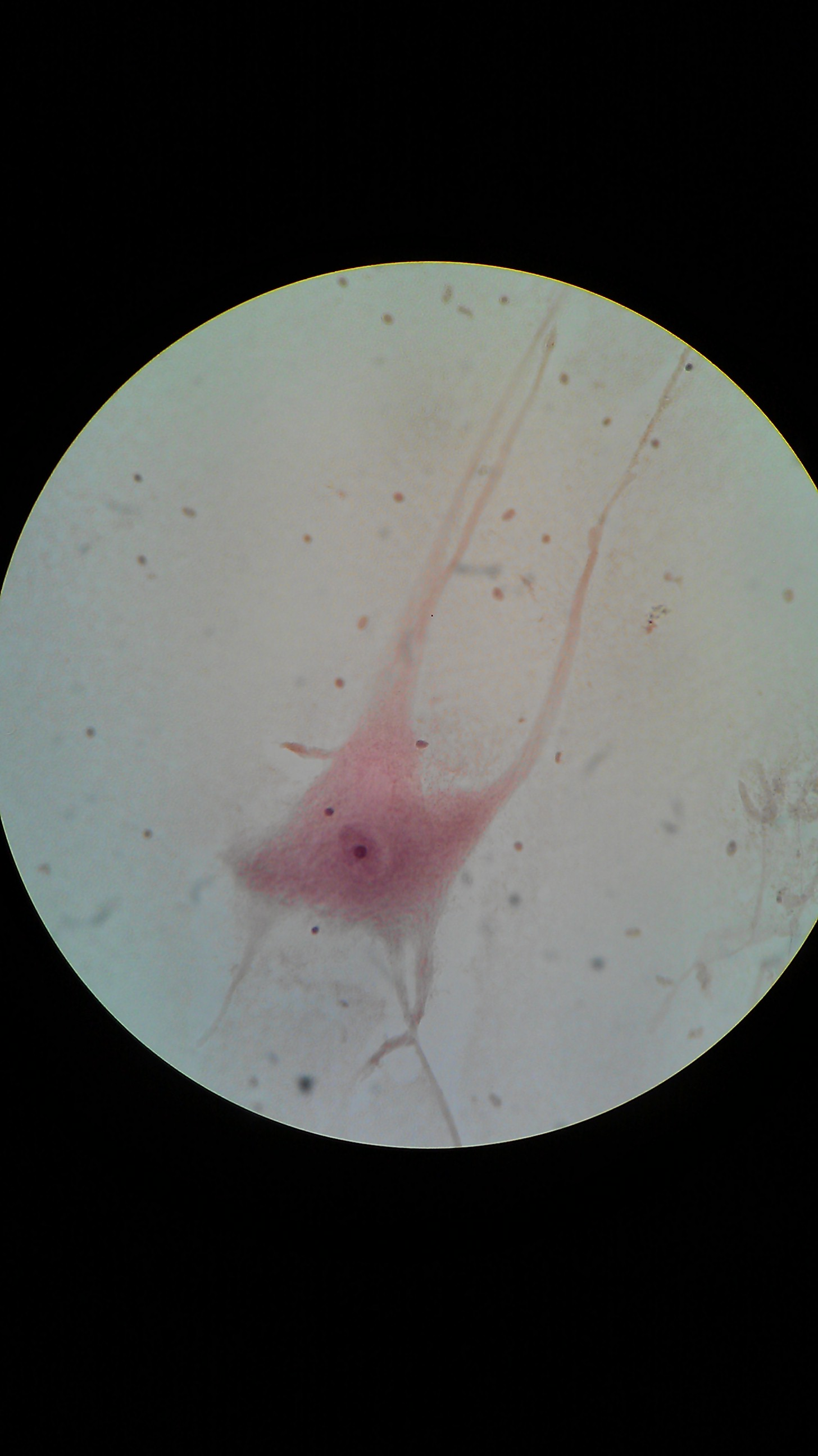
Neurona

## Desarrollo
El desarrollo de una neurita requiere una interacción compleja de las señales extracelulares e intracelulares. En cada punto dado a lo largo de una neurita en desarrollo, hay receptores que detectan señales de crecimiento positivas y negativas desde todas las direcciones en el espacio circundante. La neurita en desarrollo suma todas estas señales de crecimiento para determinar en qué dirección crecerá en última instancia. Si bien no se conocen todas las señales de crecimiento, se han identificado y caracterizado varias. Entre las señales de crecimiento extracelular conocidas se encuentran la netrina, un quimiotropismo de línea media, y la semaforina, la efrina y la colapsina, todos inhibidores del crecimiento de neuritas.
Las neuritas jóvenes a menudo están llenas de haces de microtúbulos, cuyo crecimiento es estimulado por factores neurotróficos, como el factor de crecimiento nervioso (FCN). Las proteínas Tau pueden ayudar en la estabilización de los microtúbulos al unirse a ellos, protegiéndolos de las proteínas servidoras. Incluso después de que los microtúbulos se hayan estabilizado, el citoesqueleto de la neurona permanece dinámico. Los filamentos de actina conservan sus propiedades dinámicas en la neurita que se convertirá en axón para empujar los haces de microtúbulos fuera de este para extenderlo. Sin embargo, en todas las otras neuritas, los filamentos de actina son estabilizados por la miosina.  Esto evita el desarrollo de múltiples neuritas.
La molécula de adhesión de células neuronales (N-CAM) se combina simultáneamente con otra N-CAM y un receptor del factor de crecimiento fibroblástico para estimular la actividad de la tirosina quinasa de ese receptor para inducir el crecimiento de neuritas.